# トロペツ

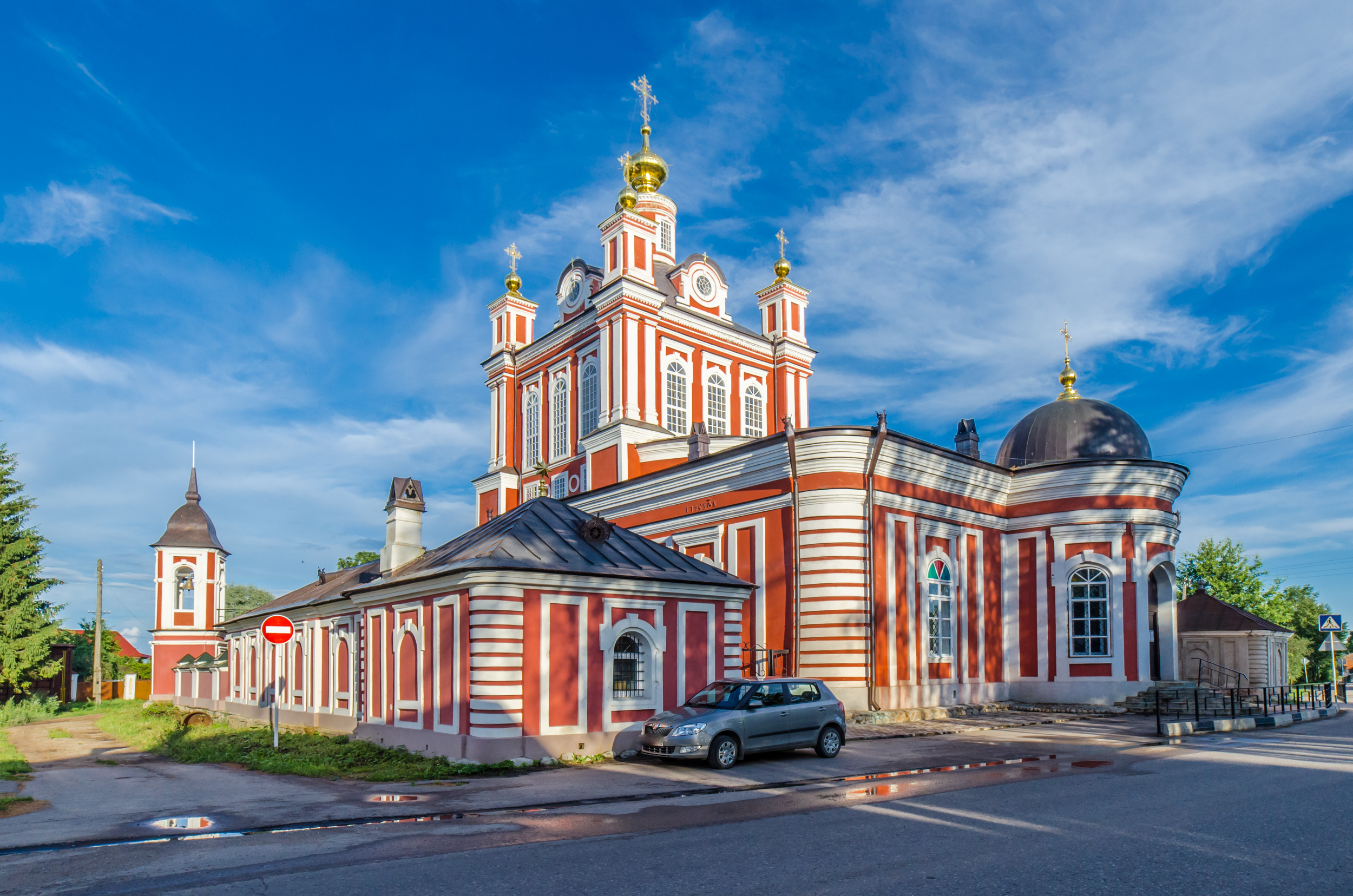

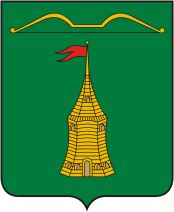
トロペツの紋章

トロペツ（ロシア語: Торо́пец； Toropets）は、ロシアのトヴェリ州にある町。人口は1万1441人（2021年）。州都トヴェリから西へ330kmのヴァルダイ丘陵西部に位置し、西ドヴィナ川の右支流トロパ川がソロメノ湖に流入する地点にある。
1907年に開通したボロゴエ-オスタシコフ-アンドレアポリ-トロペツ-ヴェリーキエ・ルーキ間の鉄道沿線にある。またモスクワからヴェリーキエ・ルーキを経てラトビア国境（その先はリガに通じる）に至るロシア連邦道路M9は20km南のスタラヤ・トロパを通る。町の名はトロパ川に由来する。トロパはロシア語で川の速い流れを表し、特にこの川が西ドヴィナ川に合流する地点での速さに由来する。
町の古いレンガ造りの聖堂には、聖ニコライ聖堂（1666年から1669年にかけ建設）カザンの生神女聖堂（1698年から1765年建設）、前駆授洗イオアン聖堂（1704年）などがある。

## 歴史
原初年代記のイパチー写本では、1074年の条でトロペツの名が言及される。これが記録におけるトロペツの名の初出である。トロペツは当時スモレンスク公国に属していた。1167年までにはトロペツも大きくなり、独自の公国（トロペツ公国）の首都となった。歴代のトロペツ公の中でも有名な人物はモンゴル襲来以前のロシアでも有力な武将であったムスティスラフ・ムスティスラヴィチで、その孫アレクサンドル・ネフスキーはポロツクのアレクサンドラとの結婚式（1239年）をトロペツで挙げた。
15世紀半ば、トロペツは西方の大国リトアニア大公国の支配下に置かれたが、リトアニアはカルーガ西方で1503年に起こったヴェドロシャ川の戦いで大敗し、イヴァン3世のモスクワ大公国に対してトロペツも含む広大な領土を割譲した。トロペツはロシア西方の国境交易と防衛の拠点、かつ手工芸の中心となっている。17世紀初頭の大動乱期にはポーランドとの戦いでポーランド軍による略奪を受けた。1708年にはトロペツはインメルマンランド県の南部の都市であったが、1777年にはプスコフ県の一部になった。
1907年の鉄道開通で、トロペツは周囲の森林から出る木材取引の中心となった。1917年10月30日（ユリウス暦）にはトロペツにソビエトが確立された。1935年にはカリーニン州（現在のトヴェリ州）の一部となった。1941年8月29日にはモスクワへ進撃するドイツ国防軍に占領されたが、ソ連軍のトロペツ＝ホルム攻勢により1942年1月21日に解放された。
2024年9月18日、トロペツにあるロシア軍の武器庫がウクライナの無人機により攻撃を受け炎上（2022年ロシアのウクライナ侵攻）。死者は出なかったものの大規模な火災が発生し、近隣住民は避難を余儀なくされた。